# ヨウ化ニッケル(II)
ヨウ化ニッケル(II)（ヨウかニッケル(II)、Nickel(II) iodide）は、化学式が NiI2 の無機化合物である。青みがかった黒色の常磁性の固体で、水に溶かすと青緑色の溶液となる。無水物の結晶は塩化カドミウムのそれと類似しており、Ni(II) を中心とした正八面体配位構造をとる。容易に水和するが、水和物はヨウ化水素酸中で酸化ニッケル、水酸化ニッケルまたは炭酸ニッケルを分解することによって合成できる。

## 利用
ヨウ化ニッケル(II)は例えばカルボニル化反応の触媒のように、いくつかの工業において利用されている。また、有機合成化学では、ヨウ化サマリウム(II)とともに試薬として使われる。